# Patrick Draenert
Patrick Roger Draenert (ur. 6 września 1969 w Tettnang) – niemiecki szpadzista, brązowy medalista mistrzostw świata.
Podczas mistrzostw świata w Essen w 1993 roku Niemcy w składzie: Patrick Draenert, Arnd Schmitt, Elmar Borrmann i Mariusz Strzałka zdobyli brązowy medal w zawodach drużynowych. Był to jedyny medal wywalczony przez Draenerta w zawodach tego cyklu. W turnieju indywidualnym zajął tam 72. miejsce.
Nigdy nie wziął udziału w igrzyskach olimpijskich.
Zdobywca złotego medalu w szpadzie drużynowej na mistrzostwach Europy w Wiedniu w 1991. Następnie zdobył złoty medal indywidualnie na mistrzostwach Europy w Linzu w 1993 oraz brązowy drużynowo na mistrzostwach Europy w Funchal w 2000.